# Lijst van beelden in Bergen (Limburg)
Dit is een lijst van beelden in Bergen (Limburg). Onder een beeld wordt verstaan een sculptuur, standbeeld, installatie, gedenkteken of beeldhouwwerk.
| Geplaatst | Omschrijving                     | Kunstenaar          | Straat                             | Plaats            | Materiaal | Afbeelding |
| --------- | -------------------------------- | ------------------- | ---------------------------------- | ----------------- | --------- | ---------- |
| 1965      | Spelende kinderen                | Sef Moonen          | Basisschool 't Kendelke, Kendelweg | Siebengewald      |           |            |
| 1993      | De Zaaier                        | Clemens Weijmans    | Catharinastraat (Dorpsplein)       | Wellerlooi        |           |            |
| 1995      | Ons Mam                          | Mimi Lauf           | Gaesdoncksestraat                  | Siebengewald      |           |            |
| 2000      | Edith Stein (Gevelbeeld)         | Joop Utens          | Edith Steinkapel, Murseltseweg 4   | Nieuw-Bergen      |           |            |
| 2002      | Varkenskop                       | Clemens Driessen    | Tuin St. Antoniuskapel, Aijen      | Aijen             |           |            |
| 2003      | Teun                             | Erik Buijs          | Catharinaschool, Catharinastraat   | Wellerlooi        |           |            |
| 2004      | De verzoeking van de H. Antonius | Clemens Driessen    | Tuin St. Antoniuskapel             | Heukelom (Bergen) |           |            |
| 2004      | Shape shift                      | Hans Vos            | Pieter de Hooghstraat              | Nieuw-Bergen      |           |            |
| 2005      | Het Erdmenneke                   | Mimi Lauf           | Raadhuisstraat                     | Nieuw-Bergen      |           |            |
| 2005      | Uit betrokkenheid                | Clemens Driessen    | Rembrandtplein                     | Nieuw-Bergen      |           |            |
| 2007      | Birdslife                        | Anderson Chikonyora | Kasteellaan                        | Well              |           |            |
| 2008      | Community                        | Wijnand Zijlmans    |                                    | Afferden          |           |            |
| 2009      | Mijn ros verstaald               | Clemens Driessen    | Van Meerlaerstraat                 | Nieuw-Bergen      |           |            |